# Bettembos
Bettembos là một xã ở tỉnh Somme, vùng Hauts-de-France, Pháp.

## Các tên gọi cũ
Betembos (1154), Betemboiz (1177), Betthembos (1206), Bedembos (1337), Bethembos (1349), Bettembos (1483), Betembo (1648), Betenbos (1710), Betenbo (1733), Bettenbos (1750), Betanbo (1778).

## Địa lý
Thị trấn này tọa lạc trên đường D36, cách đường ô tô A29 khoảng 1 dặm Anh, khoảng 25 dặm Anh về phía tây nam của Amiens.

## Dân số
| 1962                                                           | 1968 | 1975 | 1982 | 1990 | 1999 |
| -------------------------------------------------------------- | ---- | ---- | ---- | ---- | ---- |
| 83                                                             | 97   | 86   | 89   | 88   | 98   |
| Số liệu điều tra dân số từ năm 1962, dân số không tính hai lần |      |      |      |      |      |